# Goldberg (Harz)
Der Goldberg ist ein bis etwa 564 m ü. NHN hoher Berg am Nordhang des Harzes bei Göttingerode in Bad Harzburg im niedersächsischen Landkreis Goslar.
Der Berg befindet sich zwischen dem Adenberg im Westen und dem Gläseckenberg im Osten. Er ist Quellberg des Röseckenbachs und des Schlackentalbachs, ein Nebenfluss der Gläsecke.
Zu erreichen ist der Berg über die Kreisstraße, die im weiteren Verlauf nach Süden in einen Wanderweg übergeht. Seit 2006 befindet sich an seinem nördlichen Fuße der Abschiedswald Goldberg. Es handelt sich hierbei um einen Friedhof für Tiere, der in dieser Form ein Pilotprojekt in Niedersachsen ist. Ferner ist am Rand mit dem Café Goldberg Gastronomie beheimatet.